# Trichomanes osmundoides
Espèce
Trichomanes osmundoides est une espèce de fougères de la famille des Hyménophyllacées.
Synonymes : Synonymes : Feea osmundoides (DC. ex Poir.) Copel., Feea polypodina Bory, Hymenostachys osmundoides (DC. ex Poir.) C.Presl

## Description
Trichomanes osmundoides est classé dans le sous-genre Feea. Elle en est l'espèce type.
Cette espèce a les caractéristiques suivantes :
- un rhizome robuste, épais, à port cespiteux et dont les racines à la base sont nombreuses et robustes ;
- les frondes sont marquées par un dimorphisme : les frondes fertiles sont simples et au limbe presque réduit aux nervures et d'une épaisseur de plus d'une cellule, les frondes stériles sont divisées une fois ;
- la nervuration des frondes stériles est catadrome, sans fausses nervures ;
- les sores sont tubulaires avec un très long style portant les sporanges.

## Distribution
Cette espèce, principalement terrestre, est présente en Amérique tropicale, dont la Guyane et les Antilles.